# Preußische T 31
Als Bauart Preußische T 31  wurden verschiedene dreiachsige Schmalspurlokomotiven bezeichnet, die bei der Verstaatlichung thüringischer Meterspurbahnen und der oberschlesischen Schmalspurbahnen (Spurweite 785 mm) übernommen worden waren.

## Schmalspurbahnen in Thüringen
In Thüringen waren verschiedene Schmalspurbahnen entstanden, die Hildburghausen-Heldburger Eisenbahn (HHE), die Schmalspurbahn Eisfeld–Unterneubrunn und die Feldabahn, die ersten beiden wurden 1885 von der preußischen Staatsbahn übernommen, die Feldabahn 1902.
Die dort vorhandenen dreiachsigen Tenderlokomotiven, von der Firma Krauss hergestellt, wurden nach verschiedenen anderen Bezeichnungen (bis 1906: Nr. 1597–1604, und 1906–1910: T 28 Nr. 9101–9108) ab 1911 als T 31 eingeordnet. Dabei gab es verschiedene Bauarten.

### T 31 für 1000 mm Spurweite

#### Geschichte
1879 beschaffte die Feldabahn zwei Lokomotiven WERRA und FELDA. Bei der Staatsbahn trugen sie zuletzt die Nummern Erfurt 2 und Erfurt 1, sie wurden wahrscheinlich 1914 ausgemustert.
Fast baugleich war die dritte Lok der Feldabahn, RHÖN, sie wurde allerdings schon nach fünf Jahren zur neuen Kaysersberger Thalbahn im Elsass umgesetzt. 1882 kam eine weitere Lok dazu, die in den Kesselmaßen wieder den ersten beiden Lokomotiven entsprach, dafür einen verlängerten Rahmen besaß, der einen größeren Wasserbehälter zuließ. Auch die Leistung war von 80 PS auf 100 PS gesteigert. Sie bekam den Namen WEIMAR, später Erfurt 3. 1883 kam noch eine baugleiche Lokomotive hinzu, zunächst DERNBACH, ab 1884 RHÖNII, zuletzt Erfurt 4. Beide Loks wurden ebenfalls 1914/15 ausgemustert.
Auf der HHE wurden 1887 ähnliche Krauss-Lokomotiven beschafft, sie trugen die Namen HILDBURGHAUSEN, HELDBURG und FRIEDRICHSHALL, später Erfurt 5, 7 und 8. Die Lokomotiven gingen 1915/16 an die Heeresfeldbahnen.
Nach gleicher Zeichnung wurde 1889 auch die Lok DACHS der Kerkerbachbahn gebaut.
Die Erfurt 4 (oder 7) war bei Gründung der Deutschen Reichsbahn noch vorhanden und sollte die Nummer 99 7101 erhalten, wurde 1925 aber ausgemustert.

#### Technische Merkmale
Die Lokomotiven hatten einen Innenrahmen mit Wasserkasten. Sie besaßen eine Allan-Steuerung. Der Kreuzkopf trieb auch eine Wasserpumpe an. Da diese nur bei Fahrt funktionierte, wurden später Dampfstrahlpumpen eingebaut. Die Treibstange wirkte auf die dritte Achse, die Räder waren Scheibenräder. Das Triebwerk war bei WERRA, FELDA und RHÖN bis etwa 1900 durch seitliche Klappen abgedeckt. Auch konnte ein monströser Schneepflug vorgebaut werden.
Die Lokomotiven hatten keinen Dampfdom, die Dampfentnahme erfolgte mittels einer Reglerbüchse.

### T 31.1 für 1000 mm Spurweite

#### Geschichte
Bei der Schmalspurbahn Eisfeld–Unterneubrunn waren ab 1890 zwei Lokomotiven eingesetzt, die EISFELD und die UNTERNEUBRUNN. Erstere wurde 1908, als stärkere Lokomotiven zur Verfügung standen, zur HHE umgesetzt. Sie erhielt die Nummer Erfurt 6. Sie war bei der Umzeichnung der Deutschen Reichsbahn noch vorhanden und bekam die Nr. 99 7102, doch wurde sie bald nach 1926 ausgemustert.
Die UNTERNEUBRUNN wurde schon 1906 an die Kohlengrube Myslowitz in Schlesien verkauft. 1921 erwarb sie dort die Walhallabahn und gab ihr die Nr. 63. Da sie für die Regenbrücke zu schwer war, wurde sie 1928 an die Rübenbahn Wallersdorf–Mönchshofen weiterverkauft. 1938 wurde sie nach einem Unfall ausgemustert.

#### Technische Merkmale
Konstruktiv waren diese Lokomotiven den ersten ähnlich, allerdings waren sie etwas größer dimensioniert. Die Lokomotiven hatten Heusinger-Steuerung. Auch besaßen sie einen Dampfdom und vergrößerte seitliche Wasserkästen.

## Oberschlesische Schmalspurbahn
Die Oberschlesische Schmalspurbahn verband Steinkohlenbergwerke, Hüttenbetriebe, Fabriken und Kraftwerke im oberschlesischen Kohlerevier. Diese Bahn kam 1884 in das Eigentum der Preußischen Staatsbahn; der Betrieb wurde aber erst 1904 übernommen. Im Jahr 1872 waren 17 kleine Lokomotiven der Bauart B n2t von Krauss und Hagans geliefert worden. Als diese nicht mehr ausreichten begann die Beschaffung dreifach gekuppelter Lokomotiven der späteren Gattung T 31 und T 31.1.

### T 31 und T 31.1 für 785 mm Spurweite
Ab 1875 wurden 22 Lokomotiven der späteren Gattung T 31 von den Firmen Krauss und Hagans geliefert. Von 1884 bis 1899 folgten dann 28 Lokomotiven der späteren Gattung T 31.1, die alle von Krauss gebaut worden waren. Sie erhielten ab 1911 Nummern als Kattowitz 1–40. Nach der Aufteilung Oberschlesiens 1922 kam der größte Teil der Lokomotiven nach Polen. Die Deutsche Reichsbahn übernahm in ihren Umzeichnungsplan von 1923 noch sieben Lokomotiven als 99 7401–7404 und 99 7411–7413, musterte sie aber bis 1924 aus.